# Simon Zoltán (képzőművész)
Simon Zoltán (Törökszentmiklós, 1950. augusztus 6.–) magyar képzőművész, grafikus.

## Életpálya
1950-ben pedagógus szülők második gyermekeként született Törökszentmiklóson. Édesapja, dr. Simon Sándor első generációs értelmiségi (mérnök-tanár), édesanyja polgári családból származó tanítónő.
A család, az apja foglalkozása miatt, többször változtatott lakhelyet, míg végül 1962-ben Újpesten állapodtak meg.
A munkásnegyedben töltött kamaszévek meghatározóivá váltak szociális érzékenységének és nagyban befolyásolták gondolkodásmódját, világképének alakulását.
Első stúdiumait Nagybányai Nagy Zoltán szabadiskolájában végezte, ám a képzőművészet iránti fogékonyságát, a haladó szellemű Újpesti Könyves Kálmán gimnázium kiváló rajzpedagógusa, Gábor Béla terelte a művészi elkötelezettség felé. Ezzel párhuzamosan látogatta a Vasutasok Képzőművész Körének foglalkozásait és a Szabados Árpád vezette Derkovits kör stúdiumait, valamint korrekciós órákat vett Vén Emil festőművésztől.
Az 1968-tól 1975–ig terjedő intervallum az útkeresés és a felvételi kísérletek ideje a Magyar Képzőművészeti Főiskolára miközben több, a kreativitását fejlesztő munkában próbálta ki magát (keramikus, fazekas, díszletfestő, dekoratőr és több grafikai műhely).
Munkái, rajzai jelentek meg az Élet és Irodalom című irodalmi-művészeti és kulturális hetilapban. Tagja lett az autodidakta Művészek Társaságának (1977) és maradt annak megszűnéséig, és még ugyanabban az évben (1979) tagfelvételt nyert a Fiatal Művészek Klubjába, melyről két évvel később lemondott.
1967-től alkalmazott grafikusként a könyvkiadás területén dolgozott: illusztrációkat készített, könyvborítókat tervezett, reklámgrafikai munkákat végzett, mígnem 1989-ben felhagyott ez irányú tevékenységeivel, és az egyedi képgrafikák felé fordult.

## Metszett papír-technika
2002-től 2018-ig alkalmazta az általa „metszett papír”-nak nevezett képalkotást, mely különböző tónusú papírfelületek egymásba illesztéséből és metszéséből áll, ahol a különböző – az utóbbi időben, szinte jellé redukált – homogén formákat, különböző grafikai technikákkal oldotta fel és tette egységessé.

## Tagságai
- 1977– Autodidakta Művészek Társasága – annak megszűnéséig
- 1977–1979 Fiatal Művészek klubja
- 1994 Magyar Alkotóművészek Országos Egyesülete
- 1998– Belvárosi Művészek Társasága
- 2022 –Magyar Grafikusművészek Szövetsége

## Részvétele kiállításokon, bemutatókon, pályázatokon

### Csoportos kiállítások
- 1967 Budapest, Újpesti Munkásotthon
- 1968 Tokaj, Derkovits Kör művésztelepi bemutatók
- 1969 Tokaj, Derkovits Kör művésztelepi bemutatók
- 1970 Budapest, Vasutas Képzőművészek országos kiállítása
- 1978 Budapest, Országos Amatőr Tárlat
- 1980 Budapest, Autodidakta Művészek Társasága
- 1988 Budapest, Derkovits Kör jubileumi kiállítása
- 1991 Budapest, Fasori református templom – Amerikai-Magyar jótékonysági kiállítás
  - Budapest, Hotel Aquincum – Amerikai–magyar jótékonysági kiállítás
- 1994 Budapest, Derkovits Kör jubileumi kiállítása
- 1995 Budapest, Képzőművészet a Mezőgazdaságban
- 1997 Esztergom, II. Pasztell biennále
- 1998 Veszprém, „1948" 150 éves jubileumi tárlat
  - Budapest, Nádor Galéria – „Belső rajz”
- 1999 Kaposvár, GROTESZK IV.
  - Salgótarján, Tavaszi tárlat
  - Budapest, ART EXPO
  - Pécs, Parti galéria Hrabal-emlékkiállítás
  - Verőce, KRAFTWERK
  - Verőce, Gorka-ház
  - Budapest, Országos kis színes rajz
- 2000 Budapest, Nádor Galéria – „Tér-rajz”
- 2001 Salgótarján, Tavaszi Tárlat
- 2003 Salgótarján, Tavaszi Tárlat
  - Budapest, Nádor Galéria – „Kerék"
- 2005 Toronto, AWOL Gallery
  - Kaposvár, GROTESZK
  - Budapest, Nádor Galéria – „Művészpénz”
  - Párizs, INSTITUT HONGROIS
- 2006 Budapest, Nádor Galéria – „Mandarin”
  - Bécs, Gigant Galéria – „Schachmatt”
  - Budapest, Nádor Galéria – „Harangszó”
- 2007 Budapest, Nádor Galéria – „Mű-Tér”
  - Budapest, Nádor Galéria – „Stressz”
  - Budapest, Gellért Hotel
- 2008 Százhalombatta, Matrica Múzeum – „László Bandy és barátai”
- 2009 Budapest, Nádor Galéria – „Vízió”
  - Kaposvár, GROTESZK
  - Budapest, Nádor Galéria – „Hálózat”
- 2010 Szentendre, Régi Művésztelep Galéria – BMT gyűjteményes kiállítás
  - Salgótarján, I. Országos rajztriennálé
  - Budapest, Nádor Galéria – „Arányosság”
- 2011 Budapest, Nádor Galéria – „Liszt”
  - Budapest, Alle plaza – Liszt ihlete
  - Budapest, Nádor Galéria – „Művésztérkép”
- 2012 Kaposvár, GROTESZK 8
  - Pécs, GROTESZK 8 Pécsett
- 2013 Baja, VÍZ-JEL – Nemzetközi biennálé
  - Salgótarján, Tavaszi Tárlat
- 2014 Budapest, Nádor Galéria – Jubileumi Tárlat
- 2015 Kaposvár 9. Groteszk triennálé
  - Szeged, XVIII. Nyári tárlat
- 2016 Salgótarján III. Országos rajztriennálé
- 2017 Salgótarján Tavaszi Tárlat
- 2017 REÖK Palota (Szeged), Káosz és Rend
- 2017 Herman Ottó Múzeum (Miskolc), Bartók plusz
- 2018 Szép Három Közösségi tér (Budapest), Belvárosi Művészek
- 2018 Együd Árpád Kulturális Központ (Kaposvár), 10. Groteszk triennálé
- 2018 VII. Nemzetközi Spanyolnátha Küldeményművészeti Biennálé (nívódíj)
- 2018 Nádor Galéria (Budapest), Mellkép-térdkép-egészalak
- 2018 Nádor Galéria (Budapest), Abszurd művek
- 2019 Nádor Galéria (Budapest), Deja vu
- 2019 Salgótarján, IV. Országos rajztriennálé
- 2019 Nádor Galéria (Budapest), Ciszterna
- 2020 Thália-ház (Miskolc), Hommage á Egon Schiele
- 2020 Herman Ottó Múzeum (Miskolc), Bartók Plusz – 20. Légyott
- 2020 Nádor Galéria (Budapest), Ciszterna
- 2021 Nádor Galéria (Budapest), Transzformáció
- 2021 36. Salgótarjáni Tavaszi Tárlat
- 2021 Artézi galéria (Budapest), Régi-új műfajok a grafikában
- 2022 Nádor Galéria (Budapest), Absztrakt vs. konkrét
- 2022 Műcsarnok (Budapest), 11. Groteszk triennálé
- 2023 Vízivárosi Galéria (Budapest), Új távlatok – Magyar Grafikusművészek Szövetsége

### Önálló kiállítások
- 1971 Szegedi József Attila Tudományegyetem
- 1973 Debrecen, Orvostudományi Egyetem
- 1977 Budapest, Autodidakta Művészek Társasága
  - Budapest, Fiatal Művészek Klubja
- 1981 Gyula, Erkel Művelődési Központ
- 1984 Budapest, Hess András kollégium
- 1991 Budapest, Dísz tér kiállító terem
- 1993 Budapest, USUI Alapítvány
- 1994 Szolnok, Jazz Galéria
- 1996 Göd, F.É.K. Galéria
- 1997 Cegléd, Kossuth Művelődési Központ
  - Budapest, Ferencvárosi Pincetárlat
- 1998 Balatonföldvár, Bajor Gizi Művelődési Ház
- 1999 Budapest, Jókai klub
  - Budapest, Merlin Színház
- 2000 Budapest, ÖKOART Galéria
- 2001 Kapolcs, Művészetek Völgye
- 2001 Vác, Katona Lajos Könyvtárgaléria
- 2003 Kapolcs, Művészetek Völgye
  - Budapest, Karinthy Szalon
  - Baja, Magyarországi Németek Általános Művelődési Központ
  - Szeged, Millenniumi kávéház társas (Ilyés Márta)
- 2004 Budapest, Tető Galéria
  - Budapest, ÖKOART Galéria
- 2005 Cegléd, Kossuth Művelődési Központ (társas Ilyés Márta)
- 2006 Nagykáta, Bartók Művelődési Központ
  - Budapest, Hollósi Galéria
- 2007 Budapest, Karinthy Szalon – „143 év” (társas Both András, Pálvölgyi Géza)
  - Budapest, Ferencvárosi Pincegaléria
  - Algyő, Faluház
- 2010 Budapest, Újpest Galéria
- 2012 Szeged, Belvárosi Kamara Galéria
  - Baja	Magyarországi Németek Általános Művelődési Központ
- 2014 Albertfalvai Közösségi Ház (Budapest)
- 2019 Békéstáji Galéria (Békéscsaba), Rólunk...
- 2021 Nádor Galéria (Budapest), Alapjában véve...
- 2021 Artézi galéria (Budapest), Fészeklakók
- 2022 Random Galéria (Budapest), Negáció
- 2022 Magyar Műhely Galéria (Budapest), Rólunk...
- 2023 Óbudai Társaskör Galéria (Budapest), Védőháló nélkül

## Tipográfiai munkái
- 1978 – Ifjúsági parlamentek /Kossuth/
  - – A büntetés társadalmi, jogi, kriminológiai kérdései /Jogi/
  - – Nemzetközi tudományos és műszaki együttműködés /Jogi/
  - – Készletek a gazdaságban /Jogi/
- 1979 – Gazdasági állatok fehérje ellátása /Mezőgazdasági/
  - – Takarmányértékesítési feltételek /Mezőgazdasági/
  - – Lesz-e sas 2000-ben /Natura és Zemizdat kiadó/
  - – Mikroszkóp használata /Natura/
  - – Szarvasmarha tenyésztés /Natura/
  - – Talajmikrobiológiai módszerek /Natura/
- 1980 – Nagy teljesítményű traktorok /Natura/
  - – Karbamid a kérődzők takarmányozásában /Natura/
  - – Hibrid nemescirok /Natura/
  - – Joshephin Baker /Gondolat/
  - – Kócsagok birodalma /Natura/
  - – Szeszesipari vizsgálati módszerek /Natura/
  - – Az uborka szabadföldi termesztése /Mezőgazdasági/
  - – Állati vírusok /Natura/
  - – Állattenyésztési ágazatok szervezése és optimalizálása /Mezőgazdasági/
  - – A világ mezőgazdasági rendszerei /Mezőgazdasági/
- 1981 – Örömök és csalódások /Gondolat/
  - – Gyümölcsfélék értékelése /Mezőgazdasági/
  - – Tömegtakarmányok előállítása /Mezőgazdasági/
  - – Madarak világa /Natura/
  - – Szántóföldi növények /Mezőgazdasági/
  - – Az élővilág evoluciója I. kiadás /Mezőgazdasági/
  - – Nőivarú állatok szaporodásbiológiája /Mezőgazdasági/
  - – Baromfitenyésztők kézikönyve /Mezőgazdasági/
  - – Tavunk a Balaton /Natura/
  - – Korszerű beruházások az élelmiszer gazdaságban /Mezőgazdasági/
  - – Az élelmiszer biokémiai alapjai /Mezőgazdasági/
  - – Takarmányfehérjék minősítése /Mezőgazdasági/
- 1982 – Halélettan
  - – Vadgazdaságtan
  - – Az égbolt felfedezői /Gondolat/
  - – Az élővilág evoluciója II.
  - – Gyakorlati kalkulációk a mezőgazdaságban
  - – Mezőgazdasági számvitel /Mezőgazdasági/
  - – Agrártermelésünk 2000-ben /Mezőgazdasági/
- 1983 – Vadhús és halételek
  - – Hímivarú állatok szaporodásbiológiája /Mezőgazdasági/
  - – Terrárium /Natura/
  - – Gyomirtás /Mezőgazdasági/
  - – Az őz és vadászata
  - – Hullámos papagáj
- 1995 – Világbanki Iroda ELTE Nyelvi Projekt /négykötetes nyelvtankönyv és munkafüzet tipográfiai tervezése és illusztráció/
- 2000 – Verbényi József: Vitázok önmagammal – illusztráció
- 2001 – Deutsch mit Grips I. – illusztráció /Ernst Klett GmbH., Stuttgart/
- 2002 – Deutsch mit Grips II. – illusztráció /Ernst Klett GmbH., Stuttgart/
- 2004 – Bene Zoltán: Út – fedél
- 2005 – Szentmihályi Szabó Péter: Felőlünk az idő szól majd – fedél
- 2007 – Bene Zoltán: Év-Könyv – illusztráció (A fedélterv az Őrzők című grafika felhasználásával készült; Tiszatáj Könyvek)
- 2010 – Bene Zoltán: Keserédes (illusztráció, fedél; Hungarovox)
- 2016-ban kiadta első képzőművészeti albumát, harmincnyolc kortárs művész írásával, amelyek saját rajzaihoz készültek. Az album címe: Apám kalapja
- 2018-ban kiadta második művészkönyvét Egy kicsit krincsen-kruncs címen, amelyben Édesanyja háborús naplóját dolgozta fel
- 2020-ban megjelenik tizennégy kortárs irodalmár közreműködésével készített Mi, bátor akhájok című művészkönyve

## Művészkönyvek
- Apám kalapja; szerk. Rőczei György; Ars Libri, Budapest, 2016[1]
- Egy kicsit krincsen-kruncs. Simon Zoltán rajzai Thurzó Ilona naplójához, 1943–45; Ars Libri, Budapest, 2018[2]
- Mi, bátor akhájok. Jegyzetek Homéroszhoz; ill. Simon Zoltán, szerk. Rőczei György, Simon Zoltán; Ars Libri, Budapest, 2020[3]

## Grafikái közgyűjteményben
- Vaszary János Képtár, Kaposvár
- AWOL Gallery, Torontó (Kanada)
- Katona József Múzeum, Kecskemét

## Galéria

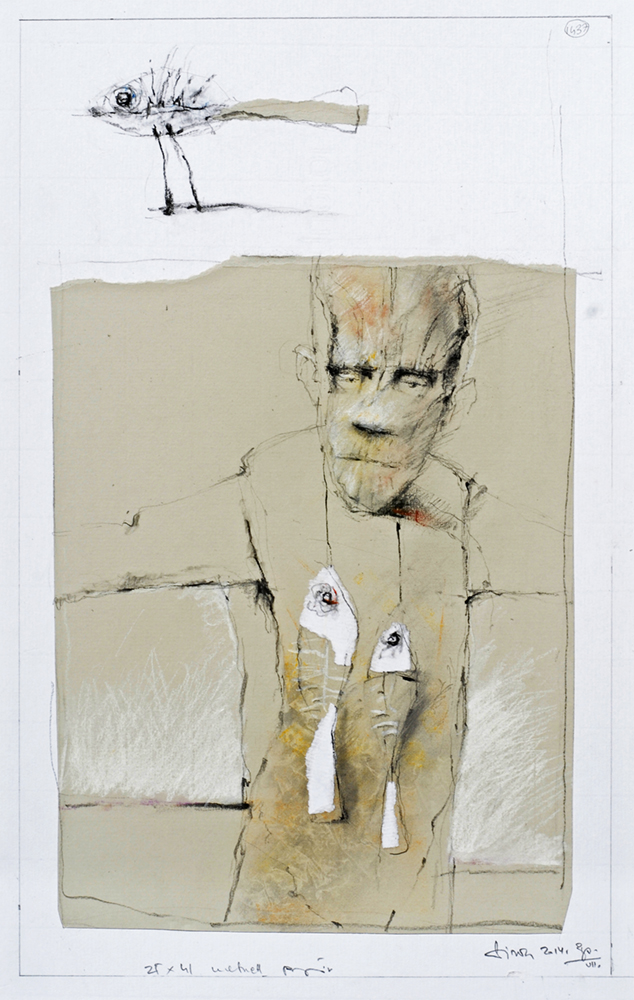
Messiás II.
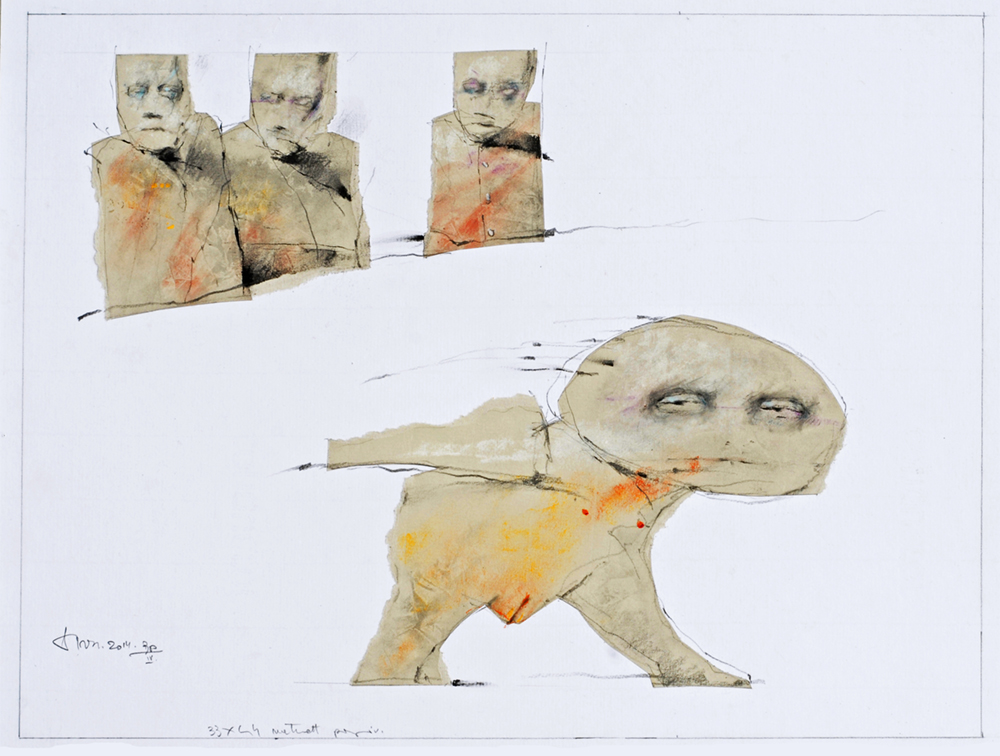
Codex Syreni
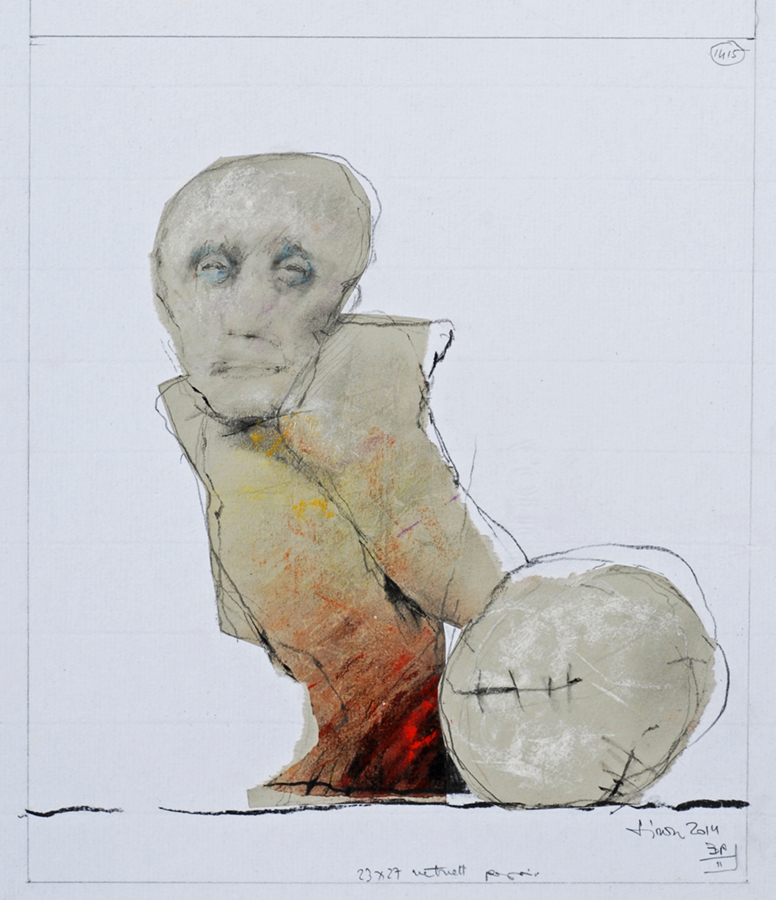
Samsara II.
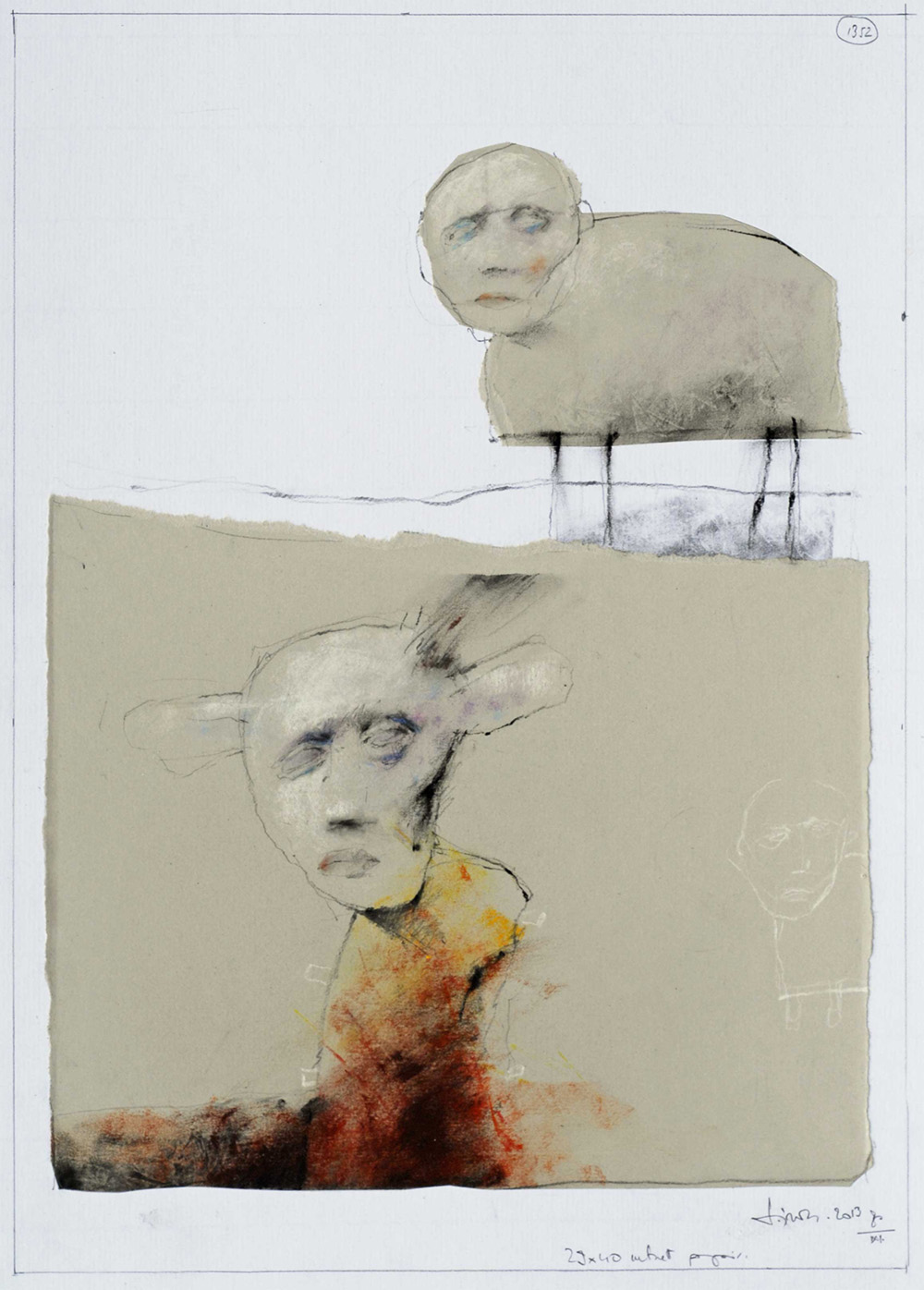
Isten báránya